# Dirk Müller (kolarz)
Dirk Müller (ur. 4 sierpnia 1973 w Bad Hersfeld) – niemiecki kolarz szosowy.

## Najważniejsze osiągnięcia
1994
- 3. miejsce w Cinturón a Mallorca

1995
- 1. miejsce w Sachsen Tour

1996
- 1. miejsce w Rund um den Sachsenring
- 3. miejsce w Sachsen Tour

1997
- 1. miejsce w Rund um die Hainleite

1998
- 3. miejsce w Tour de Luxembourg

1999
- 3. miejsce w mistrzostwach Niemiec (jazda ind. na czas)
- 2. miejsce w Giro Bochum

2000
- 2. miejsce w Hel van het Mergelland

2006
- 1. miejsce w mistrzostwach Niemiec (start wspólny)
- 2. miejsce w Grote Prijs Jef Scherens

2008
- 1. miejsce w Cinturón a Mallorca
  - 1. miejsce na 5. etapie
- 1. miejsce w Grand Prix of Soczi
  - 1. miejsce na 1. i 3. etapie

2009
- 2. miejsce w Cinturón a Mallorca
- 3. miejsce w Five Rings of Moscow
- 3. miejsce w Sachsen Tour
- 2. miejsce w Tour de Seoul

2010
- 2. miejsce w Mumbai Cyclothon
- 1. miejsce w Pomerania Tour
- 1. miejsce w Tour of China
  - 1. miejsce na prologu i 6. etapie
- 2. miejsce w Münsterland Giro

2012
- 3. miejsce w Tour de Taiwan
- 3. miejsce w Five Rings of Moscow